# Отри (коммуна)
Отри́ (фр. Autry) — коммуна во Франции, находится в регионе Шампань — Арденны. Департамент коммуны — Арденны. Входит в состав кантона Монтуа. Округ коммуны — Вузье.
Код INSEE коммуны — 08036.
Коммуна расположена приблизительно в 190 км к востоку от Парижа, в 50 км северо-восточнее Шалон-ан-Шампани, в 60 км к югу от Шарлевиль-Мезьера.

## Население
Население коммуны на 2008 год составляло 147 человек.
| 1962 | 1968 | 1975 | 1982 | 1990 | 1999 | 2008 |
| ---- | ---- | ---- | ---- | ---- | ---- | ---- |
| 141  | 187  | 156  | 141  | 133  | 127  | 147  |

## Экономика

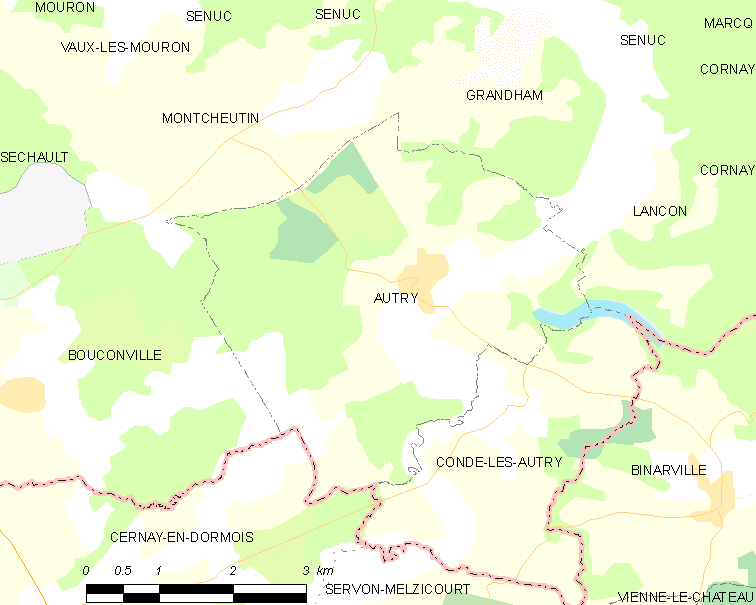
Карта коммуны

В 2007 году среди 79 человек в трудоспособном возрасте (15—64 лет) 51 были экономически активными, 28 — неактивными (показатель активности — 64,6 %, в 1999 году было 56,8 %). Из 51 активных работали 45 человек (27 мужчин и 18 женщин), безработных было 6 (1 мужчина и 5 женщин). Среди 28 неактивных 5 человек были учениками или студентами, 12 — пенсионерами, 11 были неактивными по другим причинам.